# (2683) Brian
(2683) Brian es un asteroide perteneciente al cinturón de asteroides descubierto por Norman G. Thomas desde la estación Anderson Mesa, en Flagstaff, Estados Unidos, el 10 de enero de 1981.

## Designación y nombre
Brian fue designado inicialmente como 1981 AD1.
Posteriormente se nombró en honor del hijo mayor del descubridor.

## Características orbitales
Brian orbita a una distancia media del Sol de 2,915 ua, pudiendo acercarse hasta 2,747 ua y alejarse hasta 3,083 ua. Tiene una excentricidad de 0,05755 y una inclinación orbital de 1,488°. Emplea en completar una órbita alrededor del Sol 1818 días.